# Robert Mueller
Robert Swan Mueller III (Nova Iorque, 7 de agosto de 1944) é um advogado estadunidense que foi o sexto diretor do Federal Bureau of Investigation (FBI) por 12 anos, entre 4 de setembro de 2001 e 4 de setembro de 2013. Em Março de 2019, Mueller terminou seu trabalho investigando interferência russa na eleição de 2016 como procurador especial do Departamento de Justiça.

## Primeiros anos e educação
Mueller nasceu em 7 de agosto de 1944 na cidade de Nova Iorque, filho de Alice C. (nascida Truesdale) e Robert Swan Mueller. Seu bisavô materno foi o executivo ferroviário William Truesdale; sua ascendência inclui alemães, escoceses e ingleses. Mueller cresceu nos arredores de Filadélfia, Pensilvânia. Graduado em 1962 na St. Paul's School, ele tirou o grau de Bacharel de Artes em política na Universidade de Princeton em 1966, onde praticou lacrosse (esporte), um M.A. em Relações Internacionais pela Universidade de Nova Iorque em 1967, e um Juris Doctor pela Faculdade de Direito da Universidade de Virgínia em 1973.

## Serviço militar
Mueller entrou no Corpo de Fuzileiros Navais dos Estados Unidos, onde serviu como oficial por três anos, liderando um pelotão de atiradores da 3ª Divisão Marítima durante a Guerra do Vietnã. Ele foi condecorado com a Estrela de Bronze, o Purple Heart, o Gallantry Cross e duas Medalhas de Louvor da Marinha.

## Carreira
Após o serviço militar, Mueller continuou seus estudos na Faculdade de Direito da Universidade de Virgínia, servindo eventualmente como Revisor da Lei. Depois de receber o seu diploma de Juris Doctor, Mueller trabalhou como litigante em São Francisco até 1976.
Serviu então por 12 anos em escritórios da Procuradoria dos Estados Unidos. Trabalhou primeiramente no escritório da Procuradoria dos EUA para o Distrito Norte da Califórnia em São Francisco, de onde saiu para ser chefe da divisão criminal, e, em 1982, mudou-se para Boston para trabalhar no escritório da Procuradoria dos EUA para o Distrito de Massachusetts como Procurador-Geral Adjunto, onde investigou importantes casos de fraude financeira, terrorismo e corrupção pública, bem como conspirações de narcóticos e lavagem de dinheiro internacional.
Depois de trabalhar como sócio no escritório de advocacia Hill and Barlow em Boston, Mueller voltou a trabalhar no governo. Em 1989, trabalhou no Departamento de Justiça dos Estados Unidos como assistente do Procurador-Geral Dick Thornburgh. No ano seguinte, ele assumiu o comando de sua Divisão Penal. Durante seu mandato, supervisionou processos que incluíam o líder panamenho Manuel Noriega, o caso Lockerbie e o chefe da Família Gambino John Gotti. Em 1991, foi eleito membro do American College of Trial Lawyers.
Em 1993, Mueller tornou-se sócio do escritório de advocacia Hale and Door, especializado em litígios de crimes do colarinho branco. Ele retornou ao serviço público em 1995 como litigante sênior na seção de homicídios do escritório da Procuradoria dos Estados Unidos no Distrito de Columbia. Em 1998, Mueller foi nomeado Procurador dos EUA para o Distrito Norte da Califórnia, tendo ocupado essa posição até 2001.

## Federal Bureau of Investigation (FBI)

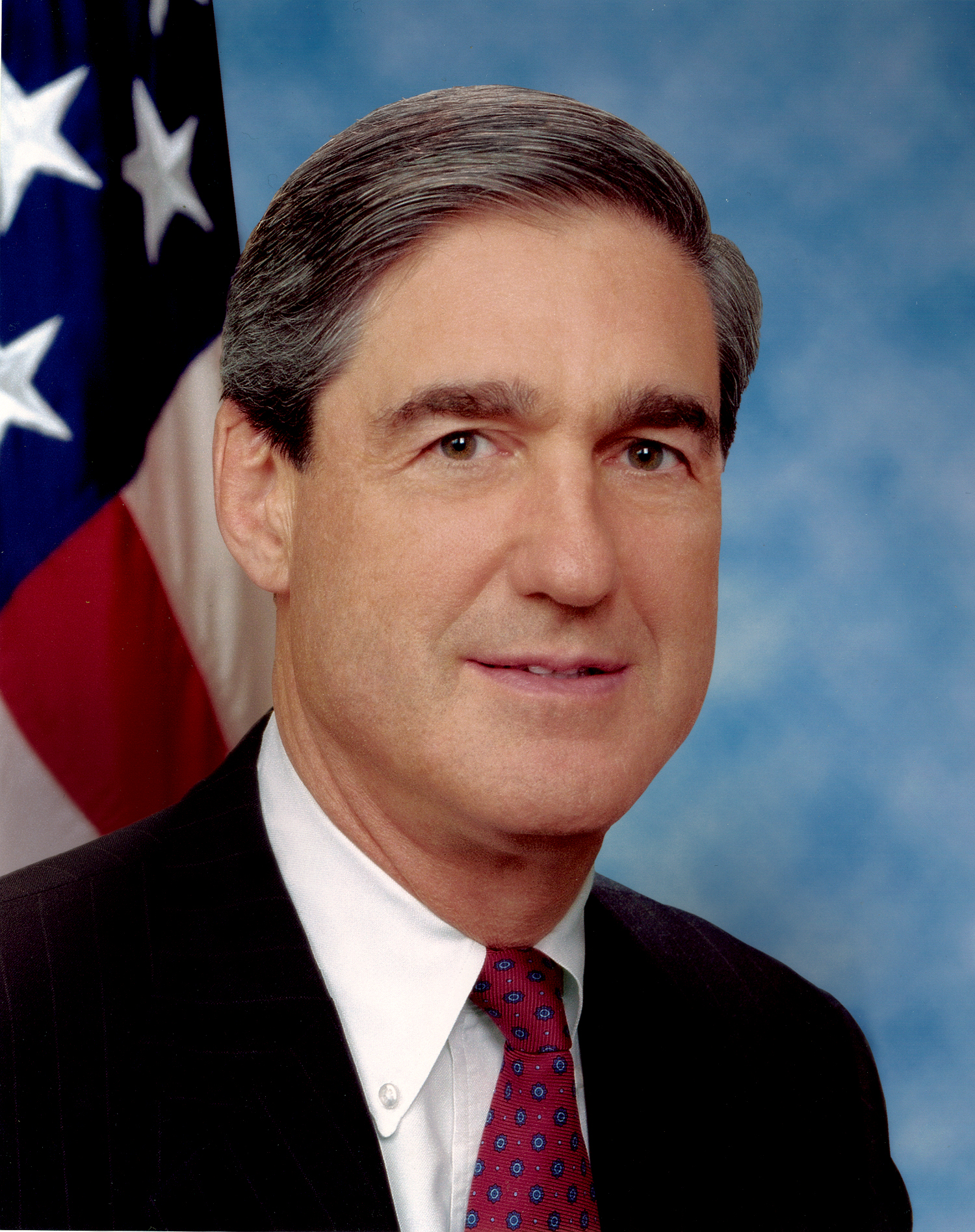
Retrato oficial (aprox. 2001)

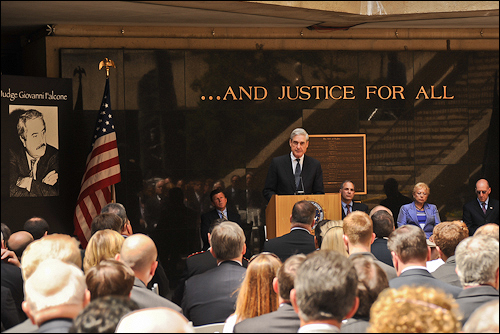
No evento em memória de Giovanni Falcone, Mueller disse à audiência de autoridades policiais estadunidenses e italianas que o relacionamento existente há anos entre a Polícia Nacional Italiana e o FBI "gerou grandes frutos nesta era de crimes internacionais e terrorismo. Essas amizades estabeleceram o padrão para a cooperação global na aplicação da Lei".

Mueller foi nomeado Diretor do Federal Bureau of Investigation (FBI) em 5 de julho de 2001. Ele e outros dois candidatos disputavam o cargo na época, mas ele sempre foi considerado o favorito. O advogado de Washington George J. Terwilliger III e o veterano promotor de Chicago Dan K. Webb chegaram a ser considerados para a função, mas ambos foram retirados em meados de junho. As audiências de confirmação de Mueller perante à Comissão Judiciária do Senado foram rapidamente marcadas para 30 de julho, apenas três dias antes de sua cirurgia para retirada de um câncer de próstata. Em votação no Senado dos Estados Unidos em 2 de agosto de 2001, seu nome foi aprovado por unanimidade, com o placar de 98-0. Mueller atuou como Vice-Procurador-Geral Adjunto do Departamento de Justiça dos EUA durante vários meses, antes de se tornar oficialmente o Diretor do FBI em 4 de setembro de 2001, apenas uma semana antes dos ataques terroristas de 11 de setembro contra os Estados Unidos.
Em 12 de maio de 2011, foi relatado que o então Presidente Barack Obama pediu a Mueller para continuar à frente do FBI por mais dois anos para além do seu prazo normal, finalizando seu mandato em 4 de setembro de 2013. O Senado aprovou esse pedido em 27 de julho de 2011. Em 4 de setembro de 2013, Mueller foi substituído por James Comey.

## Carreira pós-FBI
Após deixar o FBI em 2013, Mueller tornou-se professor visitante na Universidade de Stanford, onde seu foco está em questões relacionadas à segurança cibernética. Além de sua função de professor, ele também se juntou ao escritório de advocacia WilmerHale como sócio com seu escritório em Washington.
Em maio de 2017, Mueller foi escolhido para coordenar as investigações sobre a suposta interferência russa na eleição presidencial de 2016, vencida pelo republicano Donald Trump. Desde o começo da investigação, três companhias e 32 indiviíduos foram indiciados, including o ex-chefe de campanha de Trump Paul Manafort e doze oficiais do serviço de inteligência militar russo.